# Marmosa perplexa
Marmosa perplexa és una espècie d'opòssum de la família dels didèlfids. Viu al sud-oest de l'Equador i el nord-oest del Perú. El seu hàbitat natural són els boscos de diferents tipus. Té una llargada de cap a gropa de 114–151 mm, la cua de 178–204 mm i un pes de 35–43 g. El seu nom específic, perplexa, significa ‘confusa’ en llatí; el seu descriptor, Harold Elmer Anthony, destacà la dificultat de classificar-la en un grup o l'altre basant-se en el material poc satisfactori del qual disposava.